# NGC 3694
NGC 3694 (również PGC 35352 lub UGC 6480) – galaktyka eliptyczna (E), znajdująca się w gwiazdozbiorze Wielkiej Niedźwiedzicy. Odkrył ją John Herschel 11 marca 1831 roku.